# Spacer
Spacer är en låt framförd av den franska gruppen Sheila & B. Devotion från år 1979 med sångerskan Sheila på sång . Låten låg på listorna över stora delar av Europa under sin tid, bland annat i Sverige.
Den svenska gruppen Alcazar gjorde 2000 sampling av den här låten som heter Crying at the Discoteque.